# Monterey Park (Kalifornia)
Monterey Park – miasto w Stanach Zjednoczonych, w stanie Kalifornia, w hrabstwie Los Angeles. Położone ok. 13 km na wschód od centrum Los Angeles jest ważną częścią jego obszaru metropolitalnego. Jest jedynym miastem w kontynentalnych Stanach Zjednoczonych, w którym Azjaci stanowią większość populacji. 45,7% mieszkańców to Amerykanie pochodzenia chińskiego, co jest najwyższym odsetkiem wśród miast USA (powyżej 50 tys. mieszkańców).
Prawa miejskie uzyskało 29 maja 1916. W latach 70. XX wieku rozpoczął się masowy napływ ludności azjatyckiej, głównie z Tajwanu i Chin. W 1983 roku Lily Lee Chen została burmistrzynią, będąc pierwszą chińsko-amerykańską kobietą na tym stanowisku w USA. W 2017 roku miasto zostało uznane przez Money Magazine za jedno z "Najlepszych Miejsc do Życia w Ameryce". W latach 2020–2024 populacja skurczyła się o 3,1 tys.
21 stycznia 2023 doszło do strzelaniny, w wyniku której zginęło 11 osób, a 9 zostało rannych.